# Sävtjärnen, Hälsingland
Sävtjärnen är en sjö i Härjedalens kommun i Hälsingland och ingår i Ljusnans huvudavrinningsområde. Sjön har en area på 0,225 kvadratkilometer och ligger 427 meter över havet. Sjön avvattnas av vattendraget Ängerån.

## Delavrinningsområde
Sävtjärnen ingår i det delavrinningsområde (686778-145372) som SMHI kallar för Utloppet av Sävtjärnen. Medelhöjden är 452 meter över havet och ytan är 1,17 kvadratkilometer. Räknas de 3 avrinningsområdena uppströms in blir den ackumulerade arean 16,74 kvadratkilometer. Ängerån som avvattnar avrinningsområdet har biflödesordning 2, vilket innebär att vattnet flödar genom totalt 2 vattendrag innan det når havet efter 202 kilometer. Avrinningsområdet består mestadels av skog (35 procent) och sankmarker (22 procent). Avrinningsområdet har 0,22 kvadratkilometer vattenytor vilket ger det en sjöprocent på 18,9 procent.